# 咸水站
咸水站位于中国广西壮族自治区桂林市全州县咸水镇，为湘桂铁路车站，距离衡阳站272千米，距离凭祥站741千米。该站建于1938年，现为四等站，已不办理客运业务。。